# Двориште (община Берово)
Двориште (макед. Двориште) — село в Республике Македония, входит в общину Берово. Село расположено в долине реки Лебница меж горными массивами Малешевска-Планина на севере и Огражден на юге, близ границы с Болгарией, к юго-востоку от административного центра общины — города Берово. Высота над уровнем моря — 1016 м.
В окрестностях села Двориште расположен ряд археологических объектов:
- городище позденеантичной эпохи — Градиште I (см. на македонск.);
- городище позденеантичной эпохи — Градиште II (см. на македонск.);
- селище позденеантичной эпохи — Рабуш (см. на македонск.);
- селище позденеантичной эпохи и древнехристианская церковь — Бабини-Колиби (Чаплаковски-Колиби) (см. на македонск.);
- древнехристианская церковь — Црква (см. на македонск.).

## Население
Этническая структура населения в селе по переписи населения 2002 года:
- македонцы — 757 жителей.